# آدیتی سینگ شارما
آدیتی سینگ شارما خواننده پلی بک هندی است. او اولین خوانندگی خود را در بالیوود با آهنگ انوراگ کاشیاپ انجام داد. شارما به خاطر بازی در فیلم‌هایی مانند هیچ‌کس جسیکا را نکشت, موج ۳, ۲ ایالت, مأمور وینود و هروئین در میان دیگران شناخته شده است.
آدیتی در دهلی نو، هند به دنیا آمد. او تحصیلات خود را در مسکو، روسیه به پایان رساند و بعداً به بمبئی نقل مکان کرد تا حرفه خود را به عنوان خواننده دنبال کند.